# Jürgen Kogler
Jürgen Kogler (* 9. Februar 1977 in Bruck an der Mur) ist ein ehemaliger österreichischer Basketballspieler.

## Laufbahn
Kogler wechselte 1997 von den Kapfenberg Bulls zu den Fürstenfeld Panthers, für die er bis 2004 in der Bundesliga spielte. Anschließend kehrte der 1,95 Meter große Flügelspieler nach Kapfenberg zurück. Neben Einsätzen in der Bundesliga sammelte er mit den Steirern auch Europapokal-Erfahrung. Er stieg zum Mannschaftskapitän der Kapfenberger auf. Im Dezember 2005 zog sich Kogler einen Abriss der Achillessehne zu und musste danach monatelang pausieren. Nach der Ausheilung der Verletzung stand er wieder für Kapfenberg auf dem Feld, er beendete seine Spielerlaufbahn im Anschluss an die Spielzeit 2006/07, in der er mit den „Bullen“ den nationalen Pokalbewerb gewann.
Kogler war österreichischer Nationalspieler und bestritt mit der Auswahlmannschaft unter anderem EM-Qualifikationsspiele.